# یوخاری-آرخیت
یوخاری-آرخیت (به لاتین: Yukhari-Arkhit) یک منطقهٔ مسکونی در روسیه است که در داغستان واقع شده‌است.